# Aylacostoma guaraniticum
Aylacostoma guaraniticum (Hylton Scott, 1953) è un mollusco gasteropode d'acqua dolce della famiglia Hemisinidae, nativo di Argentina e Paraguay.

## Conservazione
La Lista rossa IUCN classifica Aylacostoma guaraniticum come specie estinta in natura (Extinct in the Wild). La causa della sua estinzione in natura è la costruzione della diga di Yacyretá sul fiume Paraná.